# Muhammad Salah-ud-din
Muhammad Salah-ud-din (ur. 8 września 1948) – pakistański zapaśnik w stylu wolnym. Olimpijczyk z Montrealu 1976, gdzie odpadł w eliminacjach w kategorii 90 kg.
Zajął dziesiąte miejsce na mistrzostwach świata w 1990. Brązowy medalista igrzysk azjatyckich w 1978; czwarty w 1982 i szósty w 1974, 1986 i 1990. Trzeci na mistrzostwach Azji w 1979 i 1981. Mistrz Igrzysk Azji Południowej w 1985 i wicemistrz w 1987 roku.

## Turniej wMontrealu 1976
| Konkurencja         | Walki                             | Walki                    | Walki               | Klas. końcowa |
| Konkurencja         | Przeciwnik I                      | Przeciwnik II            | Przeciwnik III      | Miejsce       |
| ------------------- | --------------------------------- | ------------------------ | ------------------- | ------------- |
| styl wolny do 90 kg | Daszdordżijn Cerentogtoch (MNG) W | Paweł Kurczewski (POL) L | Keijo Manni (FIN) L | III runda     |